# Chereke
Chereke (ryska: Череке) är en ort i Azerbajdzjan.   Den ligger i distriktet Göyçay, i den centrala delen av landet, 190 km väster om huvudstaden Baku. Chereke ligger 29 meter över havet och antalet invånare är 3 480.
Terrängen runt Chereke är platt. Närmaste större samhälle är Ujar, 5,5 km sydväst om Chereke.
Trakten runt Chereke består till största delen av jordbruksmark. Runt Chereke är det ganska tätbefolkat, med 134 invånare per kvadratkilometer.